# Vasily Shalvovich Kvachantiradze
Vasily Shalvovich Kvachantiradze (tiếng Gruzia: ვასილ შალვას ძე კვაჭანტირაძე, tiếng Nga: Василий Шалвович Квачантирадзе; 1907 – 1950) là một trong 3 xạ thủ bắn tỉa có thành tích cao nhất của Liên bang Xô Viết. Ông được mệnh danh là “Thợ săn sĩ quan” khi chuyên săn tìm sĩ quan chỉ huy Đức để tiêu diệt, còn quân Đức đặt cho ông biệt danh là "Bộ xương Do Thái" (do ông rất gầy và là người Do Thái).

## Cuộc đời
Vasilij sinh ngày 2/1/1907, là con trai trưởng trong một gia đình gốc Do Thái nghèo ở miền Nam Gruzia. Từ năm 5 tuổi, ông đã theo cha mình săn bắn và làm nghề nông.
Khi quân Đức tấn công Liên Xô, ông gia nhập Hồng quân và dưới quyền chỉ huy của một xạ thủ huyền thoại là Mikhail Ilyich Surkov, ông bắt đầu tham chiến ở chiến dịch phòng thủ Vitebsk-Orsha ở Berlarussia. Tại đây, ông đã bắn hạ 115 sĩ quan và 100 lính.
Khi chiến đấu, Vasilij luôn mang trên mình 1 khẩu súng trường Mosin Nagant, 1 khẩu súng ngắn TT-54, 8 trái lựu đạn và gần 5 kg thuốc nổ TNT. Ông cài lựu đạn trên khắp những vị trí mình di chuyển qua và luôn đặt sẵn một khối thuốc nổ TNT bên người để tự sát nếu bị bắt giữ.
Phát bắn xuất sắc nhất của Vasilij là ở cự ly 800m, tiêu diệt 6 sĩ quan Đức khi đang đứng hút thuốc cùng nhau. Ông đã bắn vào trái lựu đạn của một sĩ quan Đức đứng trong đó, quả lựu đạn phát nổ và khiến cho cả sáu sĩ quan chết.
Một chiến tích nổi bật khác là khi ông tiêu diệt được đến 8 tên xạ thủ bắn tỉa Đức chỉ trong 2 giờ đồng hồ vào rạng sáng ngày 24/7/1944.
Vasilij đã tiêu diệt 534 quân Đức, trong đó gần 356 sĩ quan và 178 lính Đức. Ông giữ kỷ lục là tay súng bắn tỉa hạ được nhiều sĩ quan nhất trong lịch sử. Vasilij đã được trao danh hiệu Anh hùng Liên Xô và Huân chương Lenin.
Kết thúc chiến tranh, Vasilij trở thành sĩ quan của Cơ quan nội vụ NKVD. Ngày 9/2/1950, ông mất tại Moscow vì bệnh ung thư phổi, khi 43 tuổi.